# 吉朗植物園
吉朗植物園（英語：Geelong Botanic Gardens）是位於澳大利亞維多利亞州吉朗的一個植物園，位於中央商務區東郊的東方公園內。建於1850年，是澳大利亞第四古老的植物園。

## 歷史
吉朗植物園於1850年首次被劃為公共空間，佔據了今天的整個東方公園，植物園位於東方公園中心的一個圍欄區域。
吉朗植物園在1850年開放公眾參觀，但直到1852年才成立管理委員會，直到1857年才任命了第一位園長。第一位被任命的園長是一位19世紀的探險家，名叫丹尼爾·邦斯（Daniel Bunce）。1872年，丹尼爾·邦斯為吉朗植物園修建了溫室以及鳥舍。此外，丹尼爾·邦斯在車道上種植了巨大的灌木叢，為與會者種植防風林。 
為了確保能夠滿足所有植物必要的生存要求，吉朗植物園設有大型灌溉系統，每年可輸出高達28兆公升的水。